# 赫林島
66°24′S 110°38′E / 66.400°S 110.633°E
赫林島（英語：Herring Island）是南極洲的島嶼，長3.2公里，處於克洛伊德島以東1.6公里，屬於風車群島的一部分，根據美國海軍拍攝的空中照片繪入地圖，現時由南極條約體系管理。